# Ghulewadi
Ghulewadi è una suddivisione dell'India, classificata come census town, di 19.371 abitanti, situata nel distretto di Ahmednagar, nello stato federato del Maharashtra. In base al numero di abitanti la città rientra nella classe IV (da 10.000 a 19.999 persone).

## Geografia fisica
La città è situata a 19° 36' 52 N e 74° 11' 16 E.

## Società

### Evoluzione demografica
Al censimento del 2001 la popolazione di Ghulewadi assommava a 19.371 persone, delle quali 10.624 maschi e 8.747 femmine. I bambini di età inferiore o uguale ai sei anni assommavano a 2.601, dei quali 1.372 maschi e 1.229 femmine. Infine, coloro che erano in grado di saper almeno leggere e scrivere erano 13.860, dei quali 8.106 maschi e 5.754 femmine.